# John Elmsley
John Elmsley, né en 1762 à Londres et mort le 29 avril 1805 à Montréal, est un juriste britannique.